# Периостална артерија
Периосталне артерије су артерије смештене на нивоу периосидног дела дијафизе костију.

## Локализација
Периосталне артерије су огранци других артерија које снабдевају кост крвљу као и дијафизну артерију, метафизниу артерију и мишићну артерију. Крв се враћа преко периосталних вена.